# Misty (satellite)
Pour les articles homonymes, voir Misty.
Misty est une série de satellites de reconnaissance américains nommée également Keyhole 12 ou KH-12, Ikon et Improved Crystal développé au début des années 1990 dont la construction a été interrompue après la réalisation de deux satellites lancés en 1990 et 1999.

## Historique
Cette série a pris la succession des KH-11 et utilise également l'imagerie numérique. Elle a amélioré la sensibilité des capteurs, et cela dans un spectre plus large, probablement principalement étendu dans le domaine infra-rouge. De plus, de nouvelles capacités de type ROEM ont été ajoutées. Enfin, il est possible que cette série de satellites permette le visionnement du sol en temps réel.

## Caractéristiques techniques
Le KH-12 a la faculté de renvoyer ses données au sol via plusieurs réseaux de satellites de communication: Satellite Data System (SDS), Milstar, ou Tracking and Data Relay Satellite System (TDRSS).
Les KH-12 ont une masse de 19 600 kg et ont été fabriqués par Lockheed. La forme générale des KH-12 est probablement similaire au KH-11, ainsi qu'au télescope spatial Hubble, à la différence que le diamètre du miroir principal du KH-12 est proche de 3 m, tandis que celle du KH-11 est de 2,4 m. La résolution au sol du KH-12 serait proche de 0,11 m (nombre issu d'un calcul trigonométrique avec les données suivantes : Résolution angulaire : 0,08" ; Altitude : 290 km).
En effet, le télescope Hubble possède une résolution angulaire de 0,1" avec un miroir principal de 2,4 m de diamètre. Avec un miroir de 3 m de diamètre, la résolution angulaire passe donc à 0,1 * 2,4 / 3 = 0,08".
Grâce à sa relativement basse altitude (290 km), cette série effectue approximativement 36 tours de la Terre en 24 heures, ce qui permet une collecte relativement rapide d'images en beaucoup de points de visée différents.

## Liste des satellites
Deux satellites Misty ont été lancés, dont un à l'occasion de la mission STS-36 de la navette spatiale Atlantis et le deuxième par une fusée Titan 4. Chaque satellite a coûté environ un milliard de dollars américains, et chaque lancement 400 millions de dollars.